# Clarence Birdseye
Clarence Birdseye (Brooklyn, 9 dicembre 1886 – Manhattan, 7 ottobre 1956) è stato un inventore, biologo e imprenditore statunitense, considerato il fondatore della moderna industria del cibo surgelato.

## Biografia
Clarence Birdseye era il sesto di nove figli di Clarence Frank Birdseye, un avvocato in una compagnia di assicurazioni, e Ada Jane Underwood. I suoi primi anni li trascorse a New York dove la sua famiglia possedeva una casa a schiera nel quartiere di Cobble Hill, Brooklyn. Fin dall'infanzia Birdseye era ossessionato dalle scienze naturali e dalla tassidermia che imparò da solo per corrispondenza. All'età di undici anni pubblicizzò i suoi corsi in materia. Quando aveva quattordici anni la famiglia si trasferì nella periferia di Montclair, nel New Jersey, dove Birdseye si diplomò alla Montclair High School. Si iscrisse all'Amherst College dove suo padre e suo fratello maggiore avevano conseguito la laurea. Lì eccelleva in scienze, sebbene fosse uno studente mediocre in altre materie. La sua ossessione per la collezione di insetti portò i suoi compagni di college a soprannominarlo "Bugs".
Nell'estate successiva al suo primo anno di college, Birdseye lavorò per il Dipartimento dell'agricoltura degli Stati Uniti d'America (USDA) nel Nuovo Messico e in Arizona come "assistente naturalista" in un periodo in cui l'agenzia si occupava di aiutare gli agricoltori e gli allevatori a liberarsi dei predatori, principalmente dei coyote.
Nel 1908 le finanze familiari costrinsero Birdseye a ritirarsi dal college dopo il suo secondo anno. Nel 1917 il padre di Birdseye e il fratello maggiore Kellogg andarono in prigione per aver frodato il loro datore di lavoro; non è chiaro se ciò fosse correlato al ritiro di Birdseye da Amherst.
Birdseye fu nuovamente assunto dall'USDA, questa volta per un progetto di indagine sugli animali nel West americano. Lavorò anche con l'entomologo Willard Van Orsdel King (1888–1970) nel Montana dove, nel 1910 e nel 1911, catturò diverse centinaia di piccoli mammiferi da cui King rimosse diverse migliaia di zecche per la ricerca, isolandole come causa della febbre maculosa delle Montagne Rocciose. Il successivo incarico sul campo di Birdseye, a intermittenza dal 1912 al 1915, fu nel Labrador nel Dominion di Terranova (ora parte del Canada) dove si interessò ulteriormente alla conservazione degli alimenti tramite congelamento, in particolare al congelamento rapido. Acquistò un terreno a Muddy Bay, dove costruì un ranch per l'allevamento di volpi.  Gli Inuit gli insegnarono come pescare sotto il ghiaccio molto spesso.[10] Con temperature di -40 °C, gli Inuit dimostrarono anche che il pesce appena pescato poteva essere immediatamente congelato rapidamente se esposto all'aria e, una volta scongelato, aveva ancora un sapore fresco. Birdseye riconobbe il potenziale che questa conoscenza tradizionale aveva se fosse stata impiegata nella produzione poiché il pesce congelato venduto a New York era di qualità inferiore rispetto al pesce congelato del Labrador. Questa battuta di caccia in Canada degli anni '20, dove fu testimone dei metodi tradizionali del popolo indigeno Inuit, ispirò direttamente il metodo di conservazione degli alimenti di Birdseye.
Quando il cibo viene congelato lentamente, a temperature prossime al punto di congelamento, si formano cristalli di ghiaccio all'interno delle cellule animali o vegetali; quando il cibo si scongela, il fluido cellulare fuoriesce dal tessuto danneggiato conferendo al cibo una consistenza molle o secca. Il congelamento rapido, a temperature più basse, dà ai cristalli meno tempo per formarsi e quindi provoca meno danni.
Nel 1922 Birdseye condusse esperimenti di surgelamento del pesce alla Clothel Refrigerating Company e successivamente fondò la propria azienda, Birdseye Seafoods Inc., per surgelare filetti di merluzzo con aria raffreddata a -43 °C.

### Morte
Birdseye morì il 7 ottobre 1956 per un infarto al Gramercy Park Hotel a Manhattan all'età di 69 anni. Fu cremato e le sue ceneri furono sparse in mare al largo della costa di Gloucester, Massachusetts.